# Erebus phaea
Erebus phaea är en fjärilsart som beskrevs av Turner 1933. Erebus phaea ingår i släktet Erebus och familjen nattflyn. Inga underarter finns listade i Catalogue of Life.